# آردنتس
آردنتس (به فرانسوی: Ardentes) یک کمون در فرانسه است که در اندر قرار دارد. آردنتس ۶۲٫۰۹ کیلومتر مربع مساحت و ۳٬۷۵۵ نفر جمعیت دارد و ۱۶۳ متر بالاتر از سطح دریا واقع شده است.